# El dux Antonio Grimani arrodillado ante la Fe
El dux Antonio Grimani arrodillado ante la Fe (en italiano: Doge Antonio Grimani in adorazione davanti alla Fede) es un cuadro realizado por el pintor Tiziano Vecellio. Mide 373 cm de alto y 496 cm de ancho, y está pintado al óleo sobre lienzo. Iniciado por el maestro hacia 1555, fue finalizado tras su muerte por uno de sus discípulos. Se encuentra en el Palacio Ducal de Venecia, en la sala de las Cuatro Puertas.

## Historia

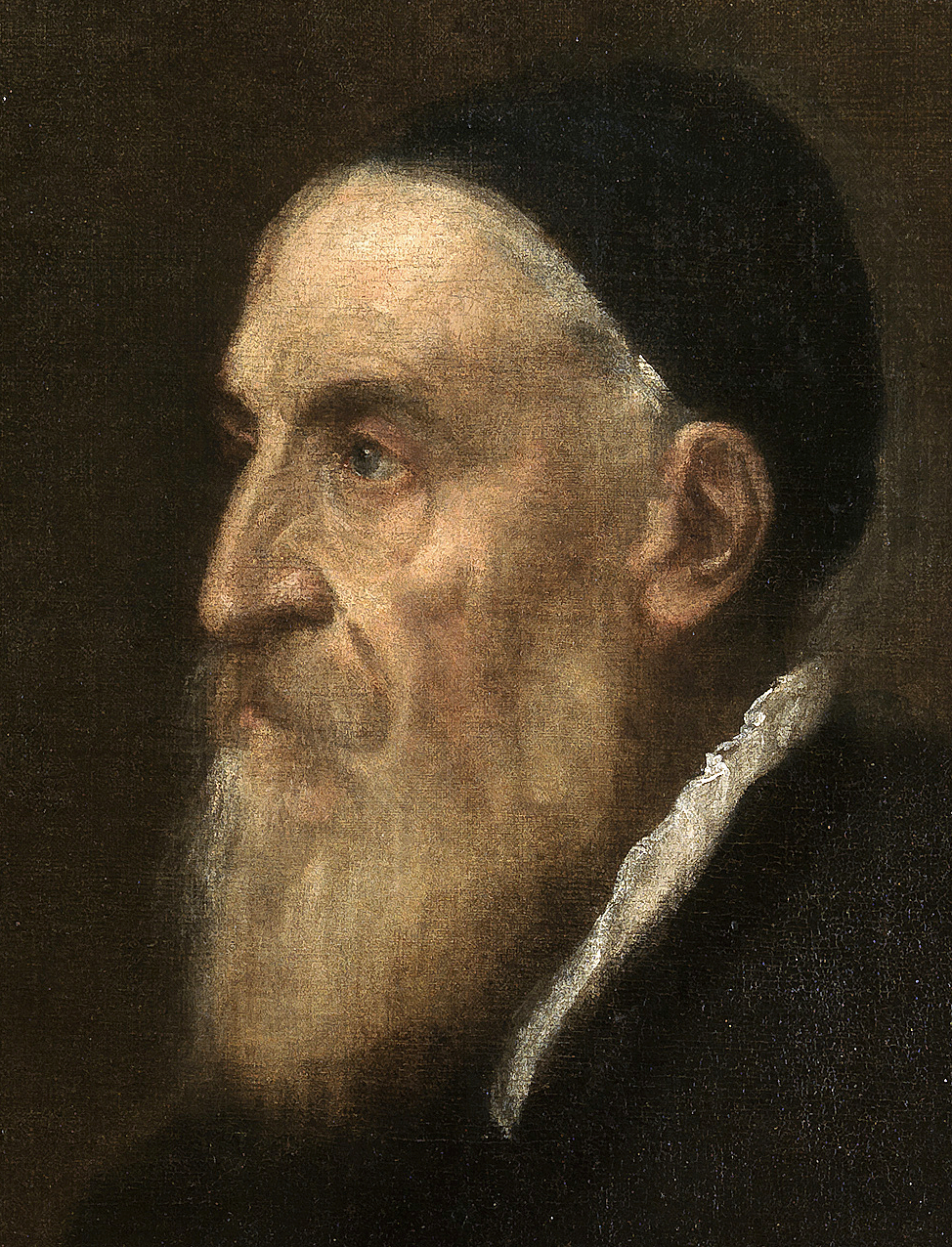
Tiziano Vecellio

Tiziano fue uno de los mejores exponentes de la Escuela veneciana renacentista de pintura. Fue discípulo de Giorgione, con quien colaboró en la decoración del Fondaco dei Tedeschi. Desde joven mostró algunas de sus principales características: uso de marcadas perspectivas espaciales, composición enérgica, intenso cromatismo, evocación lírica de los temas, narración dinámica, profundización psicológica de los personajes —con cierta tendencia al dramatismo—, visión naturalista del paisaje y realismo del detalle. Más tarde, por influencia de Miguel Ángel y Rafael, mostró tendencia hacia el monumentalismo, con el que pudo desarrollar su temperamento dramático y grandilocuente. Destacó especialmente en los retratos —fue el principal retratista de Carlos I de España—, representados generalmente de media figura con las manos visibles, siempre con pequeñas variantes para crear retratos únicos. En los años 1540 fue evolucionando hacia el manierismo y empezó a basar sus composiciones más en el dibujo que en el color, con tendencia al claroscuro y al uso del escorzo en las composiciones, interesándose cada vez más por los efectos lumínicos y el esfumado de los contornos.

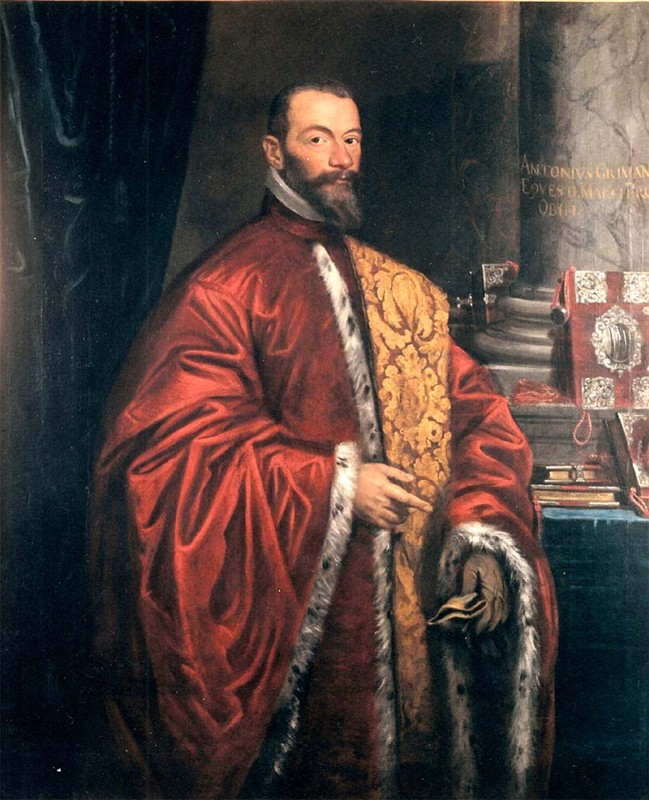
Antonio Grimani, retratado por Domenico Tintoretto

Esta obra se encuentra en el Palacio Ducal de Venecia, la sede del gobierno de la antigua República de Venecia (697-1797), un estado que abarcaba el Véneto y diversas zonas del mar Adriático, al que puso fin Napoleón Bonaparte en su invasión de Italia de 1797. El palacio fue construido en 1340 en estilo gótico, obra del arquitecto Nicolò Barattieri. Situado en la plaza de San Marcos, es la obra más emblemática de la ciudad junto a la basílica de San Marcos, que se encuentra en la misma plaza. El palacio fue residencia de los dux, sede del gobierno y de la corte de justicia de la República Serenísima. El lienzo de Tiziano se halla en la sala de las Cuatro Puertas, así llamada porque daba acceso a cuatro zonas del palacio: los despachos administrativos, el Consejo de los Diez, la sala de reuniones del Senado y el Anticollegio. La sala contiene, además del cuadro de Tiziano, pinturas de Tintoretto, Giulio Del Moro, los hermanos Gabriele y Carletto Caliari, Andrea Vicentino y Giambattista Tiepolo, así como esculturas de Alessandro Vittoria y Gerolamo Campagna.
Antonio Grimani fue dux por un breve espacio de tiempo, entre 1521 y 1523. Procedente de una familia de mercaderes sin fortuna, su éxito en los negocios lo llevó a lo más alto de la sociedad. Como dux, se alió con Francia en la Guerra italiana de 1521-1526, siendo derrotado en la batalla de Bicoca (1522). Murió al año siguiente en un período de dificultades para su ciudad. Por tradición, todos los gobernantes venecianos encargaban un cuadro votivo para su mandato, pero la brevedad en el cargo de Grimani se lo impidió. El encargo fue realizado a Tiziano treinta y dos años después de la muerte del dux, en 1555, por el Consejo de los Diez, y su ejecución se prolongó todavía por un plazo de veinte años. Fue finalizado tras la muerte del artista por uno de sus discípulos, quizá su nieto Marco Vecellio o su hermano, Cesare Vecellio. Esta obra fue la única de diversos cuadros votivos de Tiziano que se hallaban en el Palacio Ducal destruidos en los incendios de 1574 y 1577.

## Descripción

Palacio Ducal de Venecia

En la imagen aparece el dux arrodillado frente a una alegoría de la Fe, que ocupa la parte central del cuadro apareciendo en un rompimiento de gloria. Se trata de una joven vestida con una túnica azul, que sostiene el cáliz de la última cena con la mano derecha y una gran cruz de madera con la izquierda, rodeada de tres amorcillos, dos a sus costados y uno en la base de la cruz, en una composición triangular. Tras ella se ve un espacio diáfano del que manan rayos de luz, y en la parte superior se ven cabezas y alas de ángeles. El dux está vestido con armadura, en su papel de miles christianus, defensor de la Fe. Aparece con los brazos abiertos, una postura que solía ser habitual en la figura de san Francisco de Asís al recibir los estigmas, hecho que acentúa la actitud piadosa y humilde del dignatario. En la parte izquierda del cuadro figura san Marcos Evangelista, el patrono de Venecia, con un libro en las manos; a sus pies se encuentra un león, que es el animal que prefigura a este personaje en las representaciones del Tetramorfos. En el lado derecho, junto al dux, hay un paje que sostiene la corona ducal y dos soldados; al fondo hay unos cortinajes y dos columnas estriadas. En la parte inferior central del cuadro se ve un paisaje de Venecia.
La obra no está firmada ni fechada.